# Squatina nebulosa
Squatina nebulosa es una especie de elasmobranquio escuatiniforme de la familia Squatinidae.